# Подлуг (Бенковац)
Подлуг је насељено мјесто у Равним Котарима, у сјеверној Далмацији. Припада граду Бенковцу у Задарској жупанији, Република Хрватска.

## Географија
Налази се око 4 км јужно од Бенковца.

## Историја
Подлуг се од распада Југославије до августа 1995. године налазио у Републици Српској Крајини.

## Становништво
Према попису из 1991. године, Подлуг је имао 340 становника, од чега 283 Хрвата, 56 Срба и 1 осталог. Према попису становништва из 2001. године, Подлуг је имао 227 становника. Подлуг је према попису становништва из 2011. године имао 177 становника.
| Демографија | Демографија | Демографија |
| Година      | Становника  | Становника  |
| ----------- | ----------- | ----------- |
| 1961.       | 439         |             |
| 1971.       | 414         |             |
| 1981.       | 343         |             |
| 1991.       | 340         |             |
| 2001.       | 227         |             |
| 2011.       |             | 177         |

## Попис 1991.
На попису становништва 1991. године, насељено место Подлуг је имало 340 становника, следећег националног састава:
| Попис 1991.‍ | Попис 1991.‍ | Попис 1991.‍ | Попис 1991.‍ | Попис 1991.‍ |
| ----------- | ----------- | ----------- | ----------- | ----------- |
|             |             |             |             |             |
| Хрвати      | Хрвати      |             | 283         | 83,23%      |
| Срби        | Срби        |             | 56          | 16,47%      |
| непознато   | непознато   |             | 1           | 0,29%       |
| укупно: 340 |             |             |             |             |

## Презимена
| - Будан — Римокатолици - Веселиновић — Православци - Вуксан — Римокатолици - Вулетић — Римокатолици - Вундаћ — Римокатолици - Демо — Римокатолици - Зелић — Римокатолици - Јаблан — Римокатолици | - Јокић — Православци - Камбер — Римокатолици - Колић — Римокатолици - Матић — Римокатолици - Мишура — Римокатолици - Столић — Православци - Церања — Римокатолици - Шопић — Римокатолици |